# Торос (хоккейный клуб)
«Торо́с» (баш. «Торос» хоккей клубы) — хоккейный клуб из города Нефтекамска (Башкортостан). Основан в 1984 году под названием «Торпедо». Выступает в ВХЛ. Является фарм-клубом «Салавата Юлаева». Трёхкратный обладатель Кубка Братины.

## История
Хоккейный клуб «Торпедо» организован в 1984 году. В 1988 году нефтекамские хоккеисты под руководством Сергея Войкина завоевали право участвовать в первенстве России по хоккею в зоне «Поволжье». Сегодня «Торос» — это команда мастеров, играющая в ВХЛ, и детско-юношеская спортивная школа.
Толчком к дальнейшему развитию клуба послужило открытие Ледового дворца. 2 мая 2006 года Президентом Республики Башкортостан Рахимовым был заложен первый камень в основание будущей ледовой арены на 2 000 мест. В канун нового 2007 года состоялось торжественное открытие Ледового дворца.
В ДЮСШ клуба «Торос» семь возрастных групп детей занимаются хоккеем. Пять возрастных групп ДЮСШ по хоккею, как и команды мастеров, участвуют в Первенстве России зоны «Поволжье», принимают участие в различных турнирах «Золотая шайба РБ», Всероссийский турнир «Золотая шайба». В сезоне 2006/07 команда «Торос-2» стала обладателем серебряных медалей в регулярном Первенстве и в финале завоевала Кубок Чемпионов МО ФХР «Приволжское», обыграв в серии «Оренбург — Газпром».
В сезоне 2009—2010 нефтекамский «Торос» завоевал серебряные медали первенства России среди команд высшей лиги. К победе команду привели главный тренер Василий Чижов и старший тренер Альфред Юнусов. «Торос-2» под руководством старшего тренера Александра Куляшкина стал бронзовым призёром первенства России среди клубов первой лиги региона «Поволжье».
В сезоне 2006/0 в Первенстве России зоны «Поволжье» «Торос-96» занял 4 место среди 7 команд, «Торос-95» стал четвёртым среди девяти команд участников, «Торос-94» завоевал почётное третье место среди девяти команд, команда «Торос-93» заняла 4 место среди 9 команд. В сезоне 2007—2008 г.г. в первенстве России зоны «Поволжье» «Торос-96» занял 5-е место среди 11 команд, «Торос-95» стал четвёртым среди восьми команд-участниц, а «Торос-94» завоевал почетное третье место среди 9 команд.
С 2009 года Президентом ХК «Торос» является Рамиль Гафурович Усманов[уточнить].
11 сентября 2010 года ХК «Торос» как серебряный призёр прошлогоднего сезона принял участие в историческом матче открытия Высшей хоккейной лиги и одержал победу над клубом «Молот-Прикамье». Автором первой заброшенной шайбы в первом для «Тороса» сезоне в ВХЛ стал Евгений Туник.
В регулярном чемпионате первого сезона ВХЛ 2010/2011 команда заняла второе место, уступив «Рубину». . В полуфинале плей-офф нефтекамцы проиграли также «Рубину» и завоевали бронзовые медали.
1 декабря 2011 года главным тренером нефтекамцев стал Руслан Сулейманов, ранее это место занимал Василий Чижов, который был приглашен в «Салават Юлаев». В чемпионате «Торос» занял 2 место, уступив 5 очков «Рубину». 25 апреля 2012 года «Торос» в финальной серии с «Рубином» впервые стал чемпионом Высшей хоккейной лиги сезона и обладателем Кубка Братины. Станислав Голованов был признан самым ценным игроком плей-офф.
Регулярный чемпионат в сезоне 2012/13 «Торос» закончил на третьем месте. В финале плей-офф ВХЛ в 7 матчах одолел «Сарыарку» и стал двукратным чемпионом ВХЛ.
В сезоне 2013/14 «Торос» выиграл регулярный чемпионат ВХЛ. В играх плей-офф завоевал серебряные медали чемпионата ВХЛ, завершив выступление в полуфинале в серии с «Сарыаркой».
В сезоне 2014/15 регулярный чемпионат «Торос» завершил на 8-м месте. Клуб возглавил Константин Полозов, тренировавший до этого МХК «Батыр». Под руководством нового тренерского штаба «Торос» дошел до финала, и в шести матчах переиграл Ижсталь, завоевав главный трофей ВХЛ — Братину и золотые медали чемпионата.
По итогам регулярного чемпионата 2015/16 «Торос» занял третье место и был одним из фаворитов игр плей-офф, где закончил выступление на стадии четвертьфинала, уступив «Сарыарке».
В регулярном чемпионате ВХЛ 2016/17 «Торос» занял пятое место. Выступление в плей-офф команда завершила в первом раунде, проиграв серию «Динамо» из Санкт-Петербурга. По итогам сезона капитан «Тороса» Станислав Голованов был признан лучшим нападающим, лучшим бомбардиром и лучшим игроком в ВХЛ.
В регулярном чемпионате ВХЛ 2021/22 команда заняла 8 место. В выступлении в плей-офф «Торос» на стадии 1/8 выиграл серию со счётом 4:1 у «Молота» и прошёл в стадию 1/4, где встретился с командой из Санкт-Петербурга «СКА-Нева», которой уступил со счётом 4-1.
В регулярном чемпионате ВХЛ 2022/23 команда заняла 13 место. В выступлении в плей-офф «Торос» на стадии 1/8 выиграл серию со счётом 4:2 у «Дизеля» и прошёл в 1/4, где встретился с красноярским «Соколом», которому уступил со счётом 4:3.
В регулярном чемпионате ВХЛ 2023/24 команда вновь заняла 13 место. В выступлении в плей-офф «Торос» на стадии 1/8 уступил в серии тульскому «АКМ» со счётом 4:1.

## Достижения
- Финалист, серебряный призёр Открытого Всероссийского соревнования среди команд Высшей лиги — 2009/10.
- Обладатель «Кубка открытия ВХЛ» 2010, 2012, 2013
- Бронзовый призёр Открытого Всероссийского соревнования среди команд Высшей лиги — 2010/11.
- Обладатель «Кубка Братины» сезона 2011—2012, 2012—2013, 2014—2015
- Обладатель «Кубка LADA» 2011, 2012.
- Победитель регулярного первенства ВХЛ: 2013/14
- Серебряный призёр первенства ВХЛ: 2013/2014

## Текущий состав
| Вратари    |                       |         |      |     |             |
| №          | игрок                 | возраст | рост | вес | страна      |
| 35         | Семён Вязовой         | 20      | 191  | 82  | Флаг России |
| 39         | Александр Кулешов     | 22      | 183  | 95  | Флаг России |
| 80         | Георгий Дубровский    | 23      | 189  | 80  | Флаг России |
| Защитники  |                       |         |      |     |             |
| 6          | Егор Старков          | 22      | 178  | 83  | Флаг России |
| 8          | Александр Комаров     | 21      | 192  | 80  | Флаг России |
| 16         | Андрей Миронов        | 28      | 182  | 87  | Флаг России |
| 21         | Михаил Мамкин         | 33      | 186  | 94  | Флаг России |
| 32         | Сергей Варлов         | 23      | 180  | 90  | Флаг России |
| 37         | Игорь Мясищев         | 26      | 185  | 91  | Флаг России |
| 77         | Павел Елизаров        | 22      | 189  | 90  | Флаг России |
| 88         | Ярослав Обрядин       | 22      | 193  | 91  | Флаг России |
| 96         | Ильдан Газимов        | 22      | 186  | 79  | Флаг России |
| 98         | Ильдар Абдеев         | 25      | 176  | 90  | Флаг России |
| Нападающие |                       |         |      |     |             |
| 7          | Виталий Каменев       | 34      | 176  | 82  | Флаг России |
| 11         | Александр Ремов       | 29      | 178  | 80  | Флаг России |
| 12         | Сергей Шаповаленко    | 21      | 188  | 89  | Флаг России |
| 14         | Александр Чёрный      | 22      | 180  | 82  | Флаг России |
| 15         | Никита Асылаев        | 21      | 185  | 80  | Флаг России |
| 18         | Марат Хайдаров        | 21      | 172  | 68  | Флаг России |
| 22         | Михаил Козлов         | 23      | 195  | 83  | Флаг России |
| 29         | Тимур Валеев          | 21      | 181  | 87  | Флаг России |
| 38         | Никита Скоропад       | 20      | 188  | 76  | Флаг России |
| 51         | Егор Дубровский (К)   | 34      | 183  | 94  | Флаг России |
| 53         | Данил Аймурзин        | 21      | 183  | 81  | Флаг России |
| 57         | Игорь Карпов          | 20      | 182  | 76  | Флаг России |
| 62         | Иван Манин            | 22      | 186  | 90  | Флаг России |
| 69         | Даниил Скориков       | 24      | 193  | 88  | Флаг России |
| 72         | Егор Сучков           | 22      | 172  | 62  | Флаг России |
| 74         | Иван Лапшин           | 24      | 185  | 82  | Флаг России |
| 78         | Денис Орлович-Грудков | 28      | 186  | 90  | Флаг России |
| 93         | Илья Коренев          | 28      | 185  | 83  | Флаг России |

## Главные тренеры
- Войкин, Сергей Борисович — 1988—1992
- Судоплатов, Дмитрий Викторович — 1992—1998
- Лепихин, Вячеслав Александрович — 1998—2006
- Юнусов, Альфред Асфанович — 2006—2009
- Чижов, Василий Анатольевич — 2009—2011
- Сулейманов, Руслан Мухаметханафович — 29 ноября 2011 — 22 января 2015
- Полозов, Константин Александрович — 22 января 2015 — 2016
- Чижов, Василий Анатольевич — 2016—2017
- Андреев, Аркадий Фёдорович — 2 мая 2017 — 26 января 2018
- Сулейманов, Руслан Мухаметханафович — 26 января 2018 — 2020
- Давлетшин, Валерий Рафикович — 2020—2021
- Хайдаров, Равиль Рафизович — 2021/22, до 13 октября
- Гусев, Владимир Витальевич — 13 октября — 13 ноября 2021
- Потапов, Владимир Владимирович — 2021/22, с 13 ноября
- Хайдаров, Равиль Рафизович — 2022—2023
- Гусев, Владимир Витальевич — 2023—2024
- Степанов, Анатолий Александрович — с 17 апреля 2024